# Shangshidong
Shangshidong (kinesiska: 上石洞乡, 上石洞) är en socken i Kina. Den ligger i provinsen Hebei, i den norra delen av landet, omkring 110 kilometer nordost om huvudstaden Peking. Antalet invånare är 2 485. Befolkningen består av 1 166 kvinnor och 1 319 män. Barn under 15 år utgör 11,0 %, vuxna 15-64 år 72 %, och äldre över 65 år 16,0 %.
Genomsnittlig årsnederbörd är 799 millimeter. Den regnigaste månaden är juli, med i genomsnitt 231 mm nederbörd, och den torraste är januari, med 3 mm nederbörd.